# Horebeke
Horebeke és un municipi belga de la província de Flandes Oriental a la regió de Flandes. Està compost per les seccions de Horebeke, Sint-Kornelis-Horebeke i Sint-Maria-Horebeke.